# Arthur Augustus Zimmerman
Arthur Augustus Zimmerman (Camden, 11 de junio de 1869-Atlanta, 22 de octubre de 1936) fue un deportista estadounidense que compitió en ciclismo en la modalidad de pista.
Ganó dos medallas de oro en el Campeonato Mundial de Ciclismo en Pista de 1893, en las pruebas de 10 km y velocidad individual. Además, obtuvo cuatro victorias en los campeonato de Estados Unidos de ciclismo en pista: tres en velocidad amateur (1890, 1891 y 1892) y una en media milla (1894). En los campeonatos de Gran Bretaña de 1892 consiguió tres victorias en las pruebas de milla, 5 millas y 50 millas.
En 2002 pasó a formar parte de la Sesión Inaugural del Salón de la Fama de la UCI.

## Medallero internacional
| Campeonato Mundial | Campeonato Mundial       | Campeonato Mundial | Campeonato Mundial       |
| Año                | Lugar                    | Medalla            | Competición              |
| ------------------ | ------------------------ | ------------------ | ------------------------ |
| 1893               | Chicago (Estados Unidos) | Medalla de oro     | 10 km (A)                |
| 1893               | Chicago (Estados Unidos) | Medalla de oro     | Velocidad individual (A) |